# Weißflügelspecht
Der Weißflügelspecht (Dendrocopos leucopterus) ist eine Vogelart aus der Familie der Spechte (Picidae).
Der Vogel kommt vom Aralsee bis Kasachstan, Kirgisistan und dem äußersten Westen Chinas, Turkmenistan und dem Nordosten Afghanistans vor.
Der Lebensraum umfasst Galeriewald mit Pappeln und anderen Weichhölzern, Weiden, auch Gärten meist bis 1050 m Höhe, in Kunlun bis 2500 m Höhe.
Die Art ist Standvogel.
Das Artepitheton kommt von altgriechisch λευκός leukos, deutsch ‚weiß‘ und altgriechisch πτερόν pteron, deutsch ‚Flügel‘.

## Merkmale
Der Vogel ist 22 – 23 cm groß und wiegt etwas 67 g. Das Männchen hat eine weiße Stirn, einen schwarzen Scheitel mit kleiner rote Kappe und einen schwarzen Nacken. Der Überaugenstreif ist dünn und ebenso wie die Wangen und Ohrdecken weiß, der breite schwarze Kinnstreif zieht unter den Ohrdecken an die Nackenseiten und herab zur Oberbrust und vereint sich dorsal mit dem Mantel unter Aussparung eines großen weißen Fleckes seitlich am Nacken. Die Oberseite ist schwarz, auf den Flügeln sind große Teil der Schulterfeder und inneren Flügeldecken weiß und auf den Hand- und Armschwingen sehr breite weiße Binden, die übrigen Flügelfedern tragen weiße Spitzen oder Ränder. Die Schwanzoberseite ist schwarz mit breiten weißen Binden auf den äußeren Steuerfedern. Die Unterseite ist weiß, mitunter mit etwas Grau oder Gelbbraun. Die Unterschwanzdecken sind rot bis rosafarben. Der mittellange Schnabel ist gerade mit leicht meißelförmiger Spitze, schwärzlich-grau, an der Basis des Unterschnabels etwas blasser. Die Iris ist dunkelrot, rotbraun oder braun, die Beine matt schwärzlich oder dunkelgrau.
Die Art unterscheidet sich von anderen Spechten durch das namensgebende ausgeprägte Weiß auf den Flügeln.
Beim Weibchen findet sich kein Rot am Kopf. Jungvögel sind matter gefiedert mit mehr braun-schwarz auf der Oberseite und gelbbraun auf der Unterseite, der Steiß ist eher rosa als rot, manchmal findet sich eine schwarze Strichelung auf den Flanken.
Die Art ist monotypisch.

## Stimme
Der Ruf wird als „kewk“ oder „kig“ beschrieben. Die Art trommelt.

## Lebensweise
Die Brutzeit liegt zwischen Ende März bis April. Die Nisthöhle wird in 1 bis 5 m Höhe in einem Baumstamm angelegt. Das Gelege besteht aus 4 bis 6 Eiern.

## Gefährdungssituation
Die Art gilt als nicht gefährdet (Least Concern).